# 吉亚克
吉亚克（法語：Guillac，法語發音：[ɡijak]）是法国莫尔比昂省的一个市镇，属于蓬蒂维区。

## 地理
吉亚克（47°54'38"N, 2°27'58"W）面积21.83 平方千米，位于法国布列塔尼大區莫尔比昂省，该省份为法国西北部沿海省份，位于布列塔尼半岛南部，北起阿摩尔滨海省、西接菲尼斯泰尔省，南濒大西洋，东南接大西洋卢瓦尔省，东临伊勒-维莱讷省。
与吉亚克接壤的市镇（或旧市镇、城区）包括：埃莱昂、托蓬、普洛埃梅勒、圣塞尔旺、盖贡、若斯兰、拉克鲁瓦埃莱昂、瓦勒杜斯特。

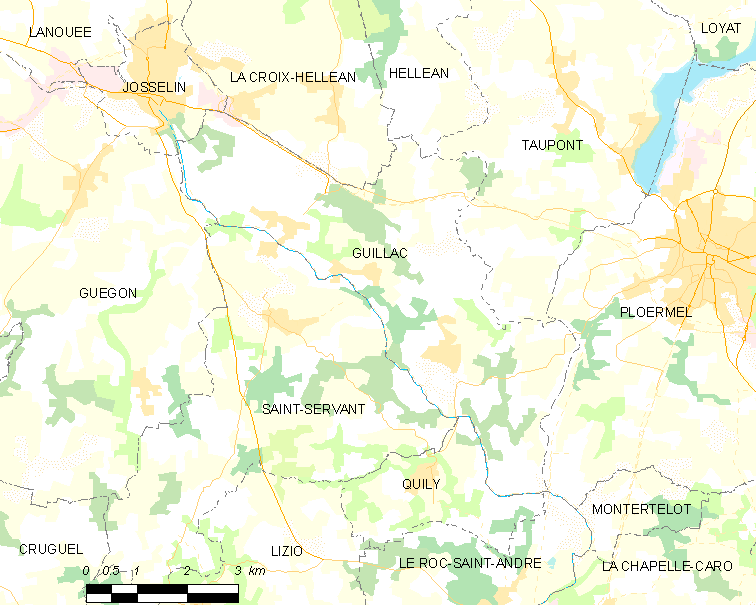
吉亚克的OSM定位图

吉亚克的时区为UTC+01:00、UTC+02:00（夏令时）。

## 行政
吉亚克的邮政编码为56800，INSEE市镇编码为56079。

## 政治
吉亚克所属的省级选区为普洛埃梅勒县。

## 人口

1962-2008年间吉亚克人口变化图示

吉亚克于2022年1月1日时的人口数量为1402人。